# Centropogon lindenianus
Centropogon lindenianus är en klockväxtart som beskrevs av Franz Elfried Wimmer. Centropogon lindenianus ingår i släktet Centropogon och familjen klockväxter. Inga underarter finns listade i Catalogue of Life.